# Средняя Амгу
Средняя Амгу — река в Тернейском районе, на востоке Приморского края. Длина реки — 8,8 км. Уклон реки — 91 м/км. Площадь водосборного бассейна — 12,8 км².
Берёт начало на восточных склонах г. Туман (1488 м), течёт на восток и впадает в реку Правая Амгу. Высота истока — 1100 м над уровнем моря. Высота устья — 305 м над уровнем моря.
В бассейне реки, на склонах г. Туман, в верхней части, распространены заросли кедрового стланика. В среднем и нижнем течении реки южные склоны заняты смешанными лесами, на северных произрастает тёмно-хвойная тайга.

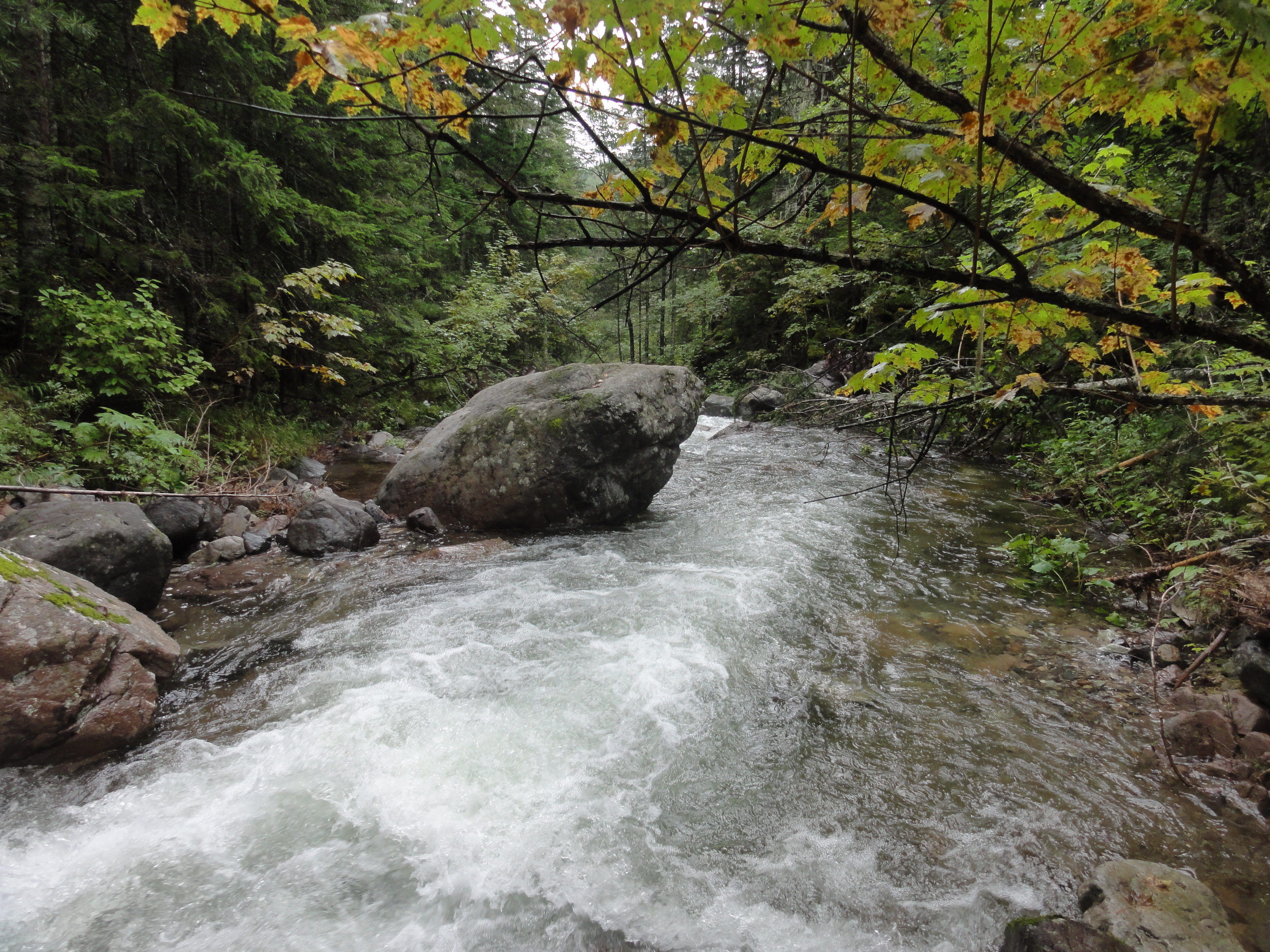
Средняя Амгу выше каньона, в районе впадения кл. Горбатый

В 2,3 км от истока в Среднюю Амгу справа впадает её наиболее крупный приток — ключ Горбатый. В 3 км от истока долина реки исчезает и воды Средней Амгу устремляются в каньон Пасть Дьявола. По мере движения вниз каньон становится всё более глубоким. Через 1,5 км от начала каньона русло обрывается отвесным, с небольшим изломом, более чем 30-метровым водопадом Большой Амгинский (Чёрный Шаман) — одним из самых крупных и полноводных в Приморском крае. На втором этаже каньона, выше Большого Амгинского, расположены ещё 6 водопадов. Высота их составляет от 3-х до 9-ти метров. Самый высокий из них и красивый — называется «Иван Царевич». Последний из водопадов, находящийся выше всех по течению, схож на седую бороду, высота его не превышает 3-х метров.
Верхняя часть каньона Пасть Дьявола — одно из немногих мест в Приморье, где возможно заниматься каньонингом. Для его безопасного и комфортного прохождения потребуется гидрокостюм и альпинистское снаряжение. Ниже водопада Большой Амгинский каньон продолжается ещё на протяжении одного километра, но его прохождение уже не требует специальных навыков и снаряжения, кроме резиновых сапог. От каньона до впадения в Правую Амгу остаётся ещё более 3 км живописной горной речки.